# Treningstjärnarna
Treningstjärnarna är varandra näraliggande sjöar i Strömsunds kommun i Jämtland och ingår i Ångermanälvens huvudavrinningsområde. Treningstjärnarna ligger i Frostvikenfjällen Natura 2000-område och skyddas av habitat- och fågeldirektivet.
- Treningstjärnarna (Frostvikens socken, Jämtland, 716390-145330), sjö i Strömsunds kommun, 64°34′48″N 14°49′21″Ö / 64.5799°N 14.8226°Ö (12,26 ha)
- Treningstjärnarna (Frostvikens socken, Jämtland, 716477-145312), sjö i Strömsunds kommun, 64°35′14″N 14°49′28″Ö / 64.5871°N 14.8244°Ö (9,3 ha)